# James MacNabb
James Alexander Macnabb (ur. 26 grudnia 1901 w Keighley, zm. 6 kwietnia 1990 w Londynie) – brytyjski wioślarz, księgowy i oficer, złoty medalista olimpijski.
Kształcił się w Eton College i Kolegium Trójcy Świętej University of Cambridge. W 1924 brał udział w The Boat Race, osada w Cambridge odniosła zwycięstwo.
Wystąpił na igrzyskach olimpijskich w Paryżu w 1924, gdzie Brytyjczycy w składzie: Charles Eley, James MacNabb, Robert Morrison i Terence Sanders zdobyli złoty medal w czwórkach bez sternika. W wyścigu finałowym o 4,4 sekundy wyprzedzili Kanadyjczyków. Był to jego jedyny start olimpijski.
Z zawodu był księgowym. Poza tym był skarbnikiem Amateur Rowing Association i honorowym sekretarzem i skarbnikiem Leander Club. Zajmował się także szkoleniem wioślarzy, był trenerem Cambridge w latach 1931-1933. W 1976 został oficerem Orderu Imperium Brytyjskiego.
Był 21. naczelnikiem klanu MacNabb. W trakcie II wojny światowej służył w Royal Artillery w Birmie. Dosłużył się stopnia podpułkownika.